# Носова (Гаринский район)

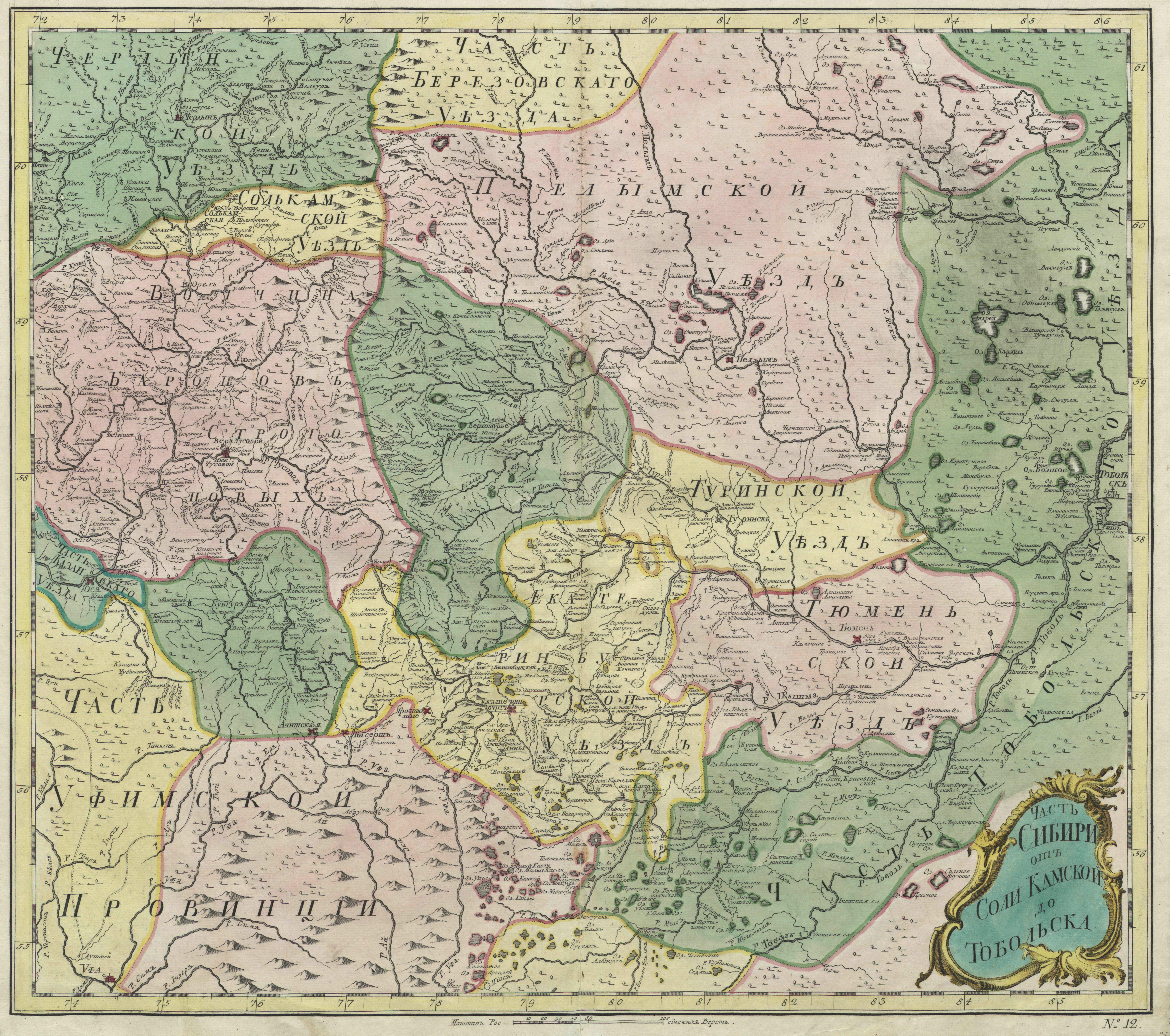
Деревня Носова на карте 1745 года.

Но́сова — упразднённая в октябре 1972 года деревня, располагавшаяся на территории современного Гаринского городского округа Свердловской области России.

## Географическое положение
Располагалась на левом берегу реки Тавда у места впадения в неё ручьёв Мока и Болданка в 51 км к востоку от районного центра посёлка Гари, в 133 км к северо-западу от села Таборы и в 344 км к северо-востоку от Екатеринбурга.

## История
Казацкая деревня Носова основана в первой половине XVIII века. В 1868 году — 23 двора, население — 106 человек (43 мужчины и 43 женщины). В конце XIX — начале XX века административно-территориально принадлежала к Пелымской волости Туринского уезда Тобольской губернии. В советское время вошла в состав Троицкого сельсовета Гаринского района. Решением Свердловского облисполкома от 7 декабря 1950 года деревня Носова была передана из Троицкого сельсовета в состав Кузнецовского сельсовета Гаринского района.
Решением Свердловского облисполкома от 11 октября 1972 года деревня Носова была исключена из учётных данных как прекратившая существование.
Согласно переписным листам переписи населения Российской империи 1897 года, жители деревни носили следующие фамилии: Казанцев,
Пантелеев, Вискунов, Гонцов, Денисенко, Бурьянов, Дымков, Вахрушев, Соловьёв, Конюхов, Паручиков, Шпень, Богданов, Панов, Прусаков, Харитонов, Сергиенко, Синица, Приходько, Пархоменко, Письменный, Прюмар, Носов, Мутко, Литвиненко, Лебедев, Киричёк, Ляпушкин, Крат, Колосовский, Лосберг, Дашко, Верба, Верёвкин, Кутаев.